# حزب بيرو القومي (ريفيلا)
حزب بيرو القومي (بالإسبانية: Partido Nacionalista del Perú) كان حزباً سياسياً في بيرو. تأسس في عام 1933 من قبل كليمنتي ريفيلا. في وقت لاحق أصبح فيكتور م. أريفالو زعيم الحزب.